# Hauptstadt der Bewegung
Hauptstadt der Bewegung ist ein nationalsozialistischer Propagandabegriff für die Stadt München, die sich in den 1920er Jahren zum Zentrum für den Aufstieg der nationalsozialistischen Bewegung Adolf Hitlers entwickelt hatte. „Bewegung“ ist laut Victor Klemperer so sehr das „Wesen des Nazismus“, dass Die Bewegung sogar zu seiner Selbstbezeichnung wurde.

## Hintergrund
Im Bürgertum grassierte seit dem Ende des Ersten Weltkriegs vor allem die Angst vor dem bolschewistischen Umsturz. Selbst bei der Theatergemeinde München war häufig vom Krieg und vom Kampf „gegen alle antideutschen, antichristlichen, alte, ererbte Kulturwerte verseuchende Bestrebungen“ die Rede. Viele der Künstler und Schriftsteller, die das Leben der Schwabinger Bohème in der Vorkriegszeit geprägt hatten, verließen München, oft in Richtung Berlin, wo es liberaler und freizügiger zuging. Der Wahlmünchner Thomas Mann hatte erkannt, wie sehr sich sein Wohnort gegenüber der Vorkriegszeit zu einer rechten Hochburg entwickelt hatte. In einer Rede, die er im November 1926 auf einer Veranstaltung der DDP hielt, sagte er:

„Wir haben uns des renitenten Pessimismus geschämt, der von München aus der politischen Einsicht Berlins, der politischen Sehnsucht einer ganzen Welt entgegengesetzt wurde; wir haben mit Kummer sein gesundes und heiteres Blut vergiftet gesehen durch antisemitischen Nationalismus und Gott weiß welch finstere Torheiten. Wir mußten es erleben, daß München in Deutschland und darüber hinaus als Hort der Reaktion, als Sitz aller Verstocktheit und Widerspenstigkeit gegen den Willen der Zeit verschrien war, mußten hören, daß man es eine dumme, die eigentlich dumme Stadt nannte.“

Im Frühjahr 1934 bezeichnete Adolf Hitler in einer Rede München als „die Hauptstadt der Kunst und unserer Bewegung“, ein Begriff, der die bayerische Landeshauptstadt als NS-Ehrentitel während der NS-Herrschaft seit 1935 prägte. 
Hitler lebte seit 1919 in München, wo die NSDAP gegründet wurde. Mit seinem Stoßtrupp Adolf Hitler, als Keimzelle der SS, unternahm er hier seinen als Hitlerputsch bekannt gewordenen, gescheiterten Umsturzversuch. Im darauf folgenden Münchner Strafprozess wurde er nur zu äußerst milder Festungshaft in Landsberg verurteilt, wo er sein 1925 erschienenes Buch „Mein Kampf“ verfassen konnte.
Zu diesen Jahren schrieb die Süddeutsche Zeitung:

„München [...] hat eine besondere Verantwortung. Hier wurde Hitler gefördert, hier hätte er verhindert werden können. In den Schicksalsjahren von 1919 bis 1923 hofierten ihn erste Kreise der Stadt. Die Kunstverleger Hanfstaengl ebneten ihm den Weg in die Unternehmerschaft, das Klavierbauerpaar Bechstein traf ihn bei Besuchen in München und verehrte ihm einen Mercedes mit Chauffeur. Der charmant ungehobelte Newcomer verkehrte mit Künstlern, Intellektuellen und völkischen Wissenschaftlern, wurde geduldet oder gefördert von Politikern und Juristen.“

Auch Elsa Bruckmann und die Lodenfreys führten ihn in die Gesellschaft ein.
Im Jahr 1933 begann mit der Errichtung des KZ Dachau bei München der systematisch organisierte nationalsozialistische Terror. An dem von Hitler auch „königlicher Platz“ genannten Königsplatz entstand 1934 in Nachbarschaft zur NSDAP-Parteizentrale „Braunes Haus“ ein repräsentatives NSDAP-Parteiviertel mit u. a. Verwaltungsbauten nebst Ehrentempeln für die „Blutzeugen der Bewegung“.
Zum Münchener „Ehrentitel“ passte das am 18. Juli 1937 mit der Großen Deutschen Kunstausstellung eröffnete Haus der Kunst. Parallel dazu fand die zum abschreckenden Beispiel stilisierte Propagandaausstellung „Entartete Kunst“ in den Hofgartenarkaden statt. München war auch eine der fünf sogenannten Führerstädte (München, Hamburg, Nürnberg, Linz und Berlin), für die Hitler gigantomanische Umbaupläne anfertigen ließ. Auch weitere Städte im NS-Machtbereich bekamen nationalsozialistische Ehrentitel.

## NS-Dokumentationszentrum
Das Braune Haus wurde im Krieg zerstört und seine Reste abgerissen. Seit dem 30. April 2015, 70 Jahre nach der Befreiung Münchens und mehr als 90 Jahre nach der Gründung der NSDAP in der Hauptstadt der Bewegung, besteht an seiner Stelle das NS-Dokumentationszentrum.